# Hawa Ghasia
Hawa Abdulrahman Ghasia (sinh ngày 10 tháng 1 năm 1966) là chính trị gia người Tanzania thuộc đảng cầm quyền Chama Cha Mapinduzi (CCM) và là Thành viên Nghị viện ba nhiệm kỳ cho khu vực bầu cử nông thôn Mtwara kể từ năm 2005. Bà là cựu Bộ trưởng Bộ Ngoại giao trong Văn phòng Quản lý Khu vực Thủ tướng và Chính quyền Địa phương.

## Tiểu sử
Ghasia sinh ngày 10 tháng 1 năm 1966. Bà hoàn thành việc học tại trường trung học Ndanda năm 1989. Bà đã nhận được bằng tốt nghiệp từ Viện Quản lý Phát triển - Mzumbe vào năm 1995. Bà đã nhận bằng thạc sĩ tại Đại học Nông nghiệp Sokoine năm 2003. Bà đã có một thời gian dài làm kế hoạch kinh tế cho hội đồng thị trấn Mtwara và hội đồng huyện Maasai từ năm 1992 đến 2005.

## Sự nghiệp chính trị
Ghasia đã được đề cử làm ứng cử viên CCM cho Khu vực nông thôn Mtwara trong cuộc bầu cử Quốc hội năm 2005. Ghasia đã được đề cử làm ứng cử viên CCM cho Khu vực nông thôn Mtwara trong bầu cử quốc hội năm 2005 khi nhận được 529 phiếu bầu và đánh bại bốn ứng cử viên khác để đề cử, bao gồm Juma Chinavati với 372 phiếu và đương nhiệm Abdillahi Namkulala với 135 phiếu.
Sau cuộc bầu cử, năm 2006, bà được bổ nhiệm làm Bộ trưởng Bộ Ngoại giao trong Văn phòng Quản lý và Dịch vụ Công cộng của Tổng thống và phục vụ trong vai trò này cho đến năm 2012. Từ năm 2012 đến 2015, bà là Bộ trưởng trong Văn phòng Thủ tướng Quản lý Khu vực và Chính quyền Địa phương.
Trong cuộc bầu cử quốc hội năm 2015, Ghasia đã tham gia một cuộc đua suýt sao, đánh bại Suleiman Fadhili của CHADema với tỷ lệ phiếu bầu từ 24.258 đến 22.615 phiếu. Cuộc bầu cử của bà đã bị thách thức tại tòa án với những người quả quyết cáo buộc sự bất thường và gian lận trong việc bỏ phiếu và kiểm phiếu. Vụ việc đã được bác bỏ vì đơn đã được nộp quá muộn.
Bà đã không nhận được một danh mục đầu tư cấp bộ trong chính quyền của Tổng thống mới John Magufuli. Thay vào đó, Ghasia là chủ tịch của Ủy ban Thường vụ Quốc hội về Ngân sách.